# Hiệp hội Chè Việt Nam
Hiệp hội Chè Việt Nam là tổ chức xã hội - nghề nghiệp của những người làm việc trong lĩnh vực trồng, chế biến và trao đổi chè tại Việt Nam .
Hiệp hội có tên giao dịch tiếng Anh là Vietnamese Tea Association, viết tắt là VITAS.
Hiệp hội thành lập vào ngày 19 tháng 7 năm 1988 . Điều lệ hiện hành của Hiệp hội được thông qua tại Đại hội lần IV ngày 8/10/2013 tại Hà Nội, và được Bộ Nội vụ phê duyệt tại Quyết định 431/QĐ-BNV ngày 21/4/2014 .
Văn phòng Hiệp hội đặt tại tầng 3, số 46 Tăng Bạt Hổ, quận Hai Bà Trưng, Hà Nội.

## Hoạt động
Từ 16 thành viên sáng lập ban đầu năm 1988, đến nay Hiệp hội đã có gần 200 hội viên phân bố ở 10 chi hội và 34 tỉnh có chè trong cả nước. Đây là lực lượng quan trọng nhằm thực hiện các mục tiêu phát triển ổn định, bền vững của ngành Chè trong thiên niên kỷ mới .

## Cơ cấu tổ chức
- Trung tâm Nghiên cứu và Phát triển Thị trường Chè.
- Trung tâm Nghiên cứu và Phát triển Công nghệ chế biến Chè
- Trung tâm Nghiên cứu và Đào tạo Nguồn nhân lực ngành Chè
- Trung tâm Tư vấn Đầu tư Phát triển Chè
- Trung tâm Nghiên cứu Xúc tiến Đầu tư Phát triển Nông nghiệp
- Trung tâm Nghiên cứu Khoa học và phát triển Công nghệ Chè Việt
- Trung tâm Nghiên cứu Đầu tư Nông nghiệp và Phát triển Nông thôn
- Tạp chí Kinh tế và Đồ uống